# Peter Vanhove
Peter Vanhove is een Belgisch pianist.

## Opleiding
Peter Vanhove studeerde aan het Koninklijk Conservatorium Brussel, het Lemmensinstituut te Leuven en het Conservatorium Maastricht onder andere bij Daniel Blumenthal, Joseph Alfidi en Frans Van Beveren. Hij behaalde er een Master piano en het diploma Uitvoerend Musicus.

## Wedstrijden
Hij is laureaat van de Wedstrijd Axion Classics van Belfius Bank. In het Italiaanse Ostuni werd hij de eerste laureaat van het ‘Concorso Pianistico Europeo’, met als voorzitter van de jury Lazar Berman. Tijdens het ‘Concorso Internazionale per giovani interpreti’ in Roveredo (Zwitserland) won hij de eerste prijs. Hij bekwam tevens een speciale ‘Brahms-prijs’ aan het ‘Concorso Internazionale Città di Lodi (stad) (Italië). Hij 2012 ontving hij de Fugatrofee uitgereikt door de Unie van Belgische Componisten. 

## Werkzaamheden
In 2003 was hij de eerste Vlaamse pianist die een solo-pianorecital speelde met Vlaamse pianomuziek in de grote concertzaal Henry Le Bœuf van Bozar te Brussel. 
Hij speelde recitals op talrijke festivals (oa. Dubrovnik Summer Festival, Hvar, Sarajevo) en maakte tevens een tour in het Midden-Oosten (Jerusalem, Nablus, Ramallah en Bethlehem). In kamermuziekverband speelt Peter met zijn broer Theo , soloklarinettist in het OPRL “Orchestre Philharmonique Royal de Liège” , en vormt hij een vast duo met pianist Jan Vande Weghe.  Al van jongs af toonde hij eveneens een grote interesse voor de liedkunst en werkte met diverse zangers samen. Zo maakte hij cd-opnames met Yuriy Mynenko en Werner Van Mechelen.
In de bibliotheek van Parijs BNF vond Vanhove nooit eerder opgenomen pianostukken. Dat leidde onder andere tot de opname in 2007 van pianowerken van Georges Bizet: Bizet Piano Works.
Van de Belgische componist Lodewijk Mortelmans vond hij enkele nooit eerder opgenomen werken en zette ze op cd, samen met de Oekraïense countertenor Yuriy Mynenko: When the Soul Listens. Deze cd werd met een Gouden Label van Klassiek centraal bekroond.
Hij nam een volledige lied-cd op voor het label Phaedra met bas-bariton Werner Van Mechelen met werken van onder andere Georges Lonque, Henry-George d'Hoedt en Prosper Van Eechaute. Deze cd Een boeket vergeten bloemen behaalde een Franse onderscheiding, een “Orphée spécial”, toegekend door de “Académie du disque lyrique” tijdens een plechtigheid in het Théâtre du Châtelet in Parijs.
Zijn album Gounod & Compagnie bevat pianosolowerken van Charles Gounod en componisten uit het Parijse salon. Het werd opgemerkt in het Verenigd koninklijk en kreeg lof in het tijdschrift International Piano.

## Discografie
- Gounod & Compagnie - Pièces pour piano (2021)
- A Bouquet of Forgotten Flowers (2015)
- When the Soul Listens. Lodewijk Mortelmans (2012)
- Cara Klara 4 (2007)
- Georges Bizet - Pianowerken (2007)
- Intermezzo (2003)
- Flemish Romantic and Impressionist Piano Music (2002)[9]